# Cnephasia asseclana
Cnephasia asseclana es una especie de polilla perteneciente al género Cnephasia, categorizada en la tribu Cnephasiini, de la subfamilia Tortricinae.

## Distribución
Se distribuye por Austria, Gran Bretaña, Francia y Canadá.

## Taxonomía
Fue descrita por Denis & Schiffermuller en 1775 y publicada por primera vez en (Tortrix), Syst. Verz. Schmett. Wienergegend: 131.